# William Stokes
William Stokes (1 de outubro de 1804 - 10 de janeiro de 1878) foi um médico irlandês, que foi um Regius Professor de Física na Universidade de Dublin. Formado em medicina no Meath Hospital, em Dublin, ele foi autor de importantes obras sobre a função cardíaca e pulmonar.
Ele foi homenageado com o epônimo da respiração de Cheyne-Stokes.